# Цеслін (Малопольське воєводство)
Цеслін (пол. Cieślin) — село в Польщі, у гміні Ключе Олькуського повіту Малопольського воєводства.
Населення — 303 особи (2011).
У 1975-1998 роках село належало до Катовицького воєводства.

## Демографія
Демографічна структура станом на 31 березня 2011 року:
|          | Загалом | Допрацездатний вік | Працездатний вік | Постпрацездатний вік |
| -------- | ------- | ------------------ | ---------------- | -------------------- |
| Чоловіки | 155     | 26                 | 107              | 22                   |
| Жінки    | 148     | 17                 | 84               | 47                   |
| Разом    | 303     | 43                 | 191              | 69                   |